# Negative und positive Freiheit
Negative Freiheit bezeichnet als „Freiheit von“ allgemein das Freisein von äußeren und inneren Zwängen. Davon unterschieden wird die positive Freiheit, die als „Freiheit zu“ gefasst wird. Negative und positive Freiheit können sich sowohl auf Willens- als auch auf Handlungsfreiheit beziehen.

## Philosophiegeschichte
Gottfried Wilhelm Leibniz unterscheidet hinsichtlich der Handlungsfreiheit zwischen liberté de droit als Freiheit von Zwang, durch die sich der Freie vom Sklaven unterscheidet, und liberté de fait als einer positiven Freiheit, durch die sich der Kranke vom Gesunden unterscheidet.
Jean-Jacques Rousseau definiert Freiheit zunächst negativ als das Fehlen eines instinktiven Eingefügtseins des Menschen in die Natur.
Explizit unterscheidet Immanuel Kant zwischen negativer und positiver Freiheit (verstanden als Willensfreiheit). Für Kant ist Freiheit zuerst transzendentale Freiheit als Spontaneität, womit er das Vermögen des Menschen bezeichnet, „einen Zustand von selbst anzufangen“ bzw. einen Anfang machen zu können. Die transzendentale Freiheit ist eine Idee und insofern begrifflich negativ, d. h., wir können uns dieser Freiheit weder bewusst werden noch aus der Erfahrung auf sie schließen. Auf der transzendentalen Freiheit gründet der praktische Freiheitsbegriff, der von Kant erst einmal negativ als „Unabhängigkeit der Willkür durch die Antriebe der Sinnlichkeit“ bestimmt wird. Die negative Freiheit ist die Bedingung für die positive Freiheit als das Vermögen der Vernunft, sich selbst ihre Gesetze zu geben. Das Vermögen des Menschen, sich unabhängig von seinen Neigungen und Trieben bestimmen zu können, befähigt ihn zur sittlichen Selbstbestimmung (Autonomie). Kants politischer Freiheitsbegriff orientiert sich an dieser Autonomiebestimmung: Rechtliche Freiheit ist „die Befugnis, keinen äußeren Gesetzen zu gehorchen, als zu denen ich meine Beistimmung habe geben können“.
Friedrich Wilhelm Joseph Schelling kritisiert die Freiheitstheorien, die die menschliche Freiheit durch Unabhängigkeit von der Natur bestimmen wollen, und kehrt gleichsam die Fragerichtung um, indem er auch nach der Freiheit des Menschen von einem Gott fragt, dem das Prädikat der Allmacht zugesprochen wird: „Die Vertheidiger der Freiheit denken gewöhnlich nur daran, die Unabhängigkeit des Menschen von der Natur zu zeigen, die freilich leicht ist. Aber seine innere Unabhängigkeit auch von Gott, seine Freiheit auch in Bezug auf Gott lassen sie ruhen, weil dies eben das Schwerste ist.“ Die spezifisch menschliche Freiheit definiert sich nach Schelling durch eine zweifache negative Freiheit:

„Dadurch also, daß der Mensch zwischen […] der Natur und […] Gott in der Mitte steht, ist er von beiden frei. Er ist frei von Gott dadurch, dass er eine unabhängige Wurzel in der Natur hat, frei von der Natur dadurch, daß das Göttliche in ihm geweckt ist […]“

Positive Freiheit ist für Schelling Religiosität, die er etymologisch von Gebundenheit her versteht und der Moralität entgegensetzt: „Religiosität“ ist die „höchste Entschiedenheit für das Rechte, ohne alle Wahl“. Für Schelling ist Freiheit primär Willensfreiheit.
Martin Heidegger nennt in seiner Vorlesung zu Schellings Philosophischen Untersuchungen über das Wesen der menschlichen Freiheit fünf Freiheitsbegriffe. Er bestimmt dort negative Freiheit als „Ungebundenheit, Freiheit von“ und positive Freiheit „als Sichbinden an, libertas determinationis, Freiheit zu“.
Erich Fromm weist auf einen Zusammenhang zwischen beiden Begriffen hin, welcher in der Historie ersichtlich wird: 

„[...] Die These dieses Buches lautet, dass der moderne Mensch, nachdem er sich von den Fesseln der vor-individualistischen Gesellschaft befreite, die ihm gleichzeitig Sicherheit gab und ihm Grenzen setzte, sich noch nicht die Freiheit — verstanden als positive Verwirklichung seines individuellen Selbst — errungen hat; das heißt, dass er noch nicht gelernt hat, seine intellektuellen, emotionalen und sinnlichen Möglichkeiten voll zum Ausdruck zu bringen. Die Freiheit hat ihm zwar Unabhängigkeit und Rationalität ermöglicht, aber sie hat ihn isoliert und dabei ängstlich und ohnmächtig gemacht. Diese Isolierung kann der Mensch nicht ertragen, und er sieht sich daher vor die Aufgabe gestellt, entweder der Last seiner Freiheit zu entfliehen und sich aufs Neue in Abhängigkeit und Unterwerfung zu begeben oder voranzuschreiten zur vollen Verwirklichung jener positiven Freiheit, die sich auf die Einzigartigkeit und Individualität des Menschen gründet. (...)"“

 Die Erlangung von negativer Freiheit geht nicht zwangsläufig mit der Fähigkeit zur positiven Freiheit einher. Es bleibt eine Herausforderung in der modernen und postmodernen Welt, dass Menschen sich nicht Demagogen und Autoritäten unterordnen aus Furcht vor der Freiheit (so der Titel von Fromms Buch).
Nach Isaiah Berlin ist negative Freiheit im Gegensatz zu positiver Freiheit ein Zustand der Freiheit, in dem keine von anderen Menschen ausgehenden Zwänge ein Verhalten erschweren oder verhindern. Das Pendant bezeichnet nach Isaiah Berlin einen Zustand der Freiheit, in dem die Möglichkeit der passiven Freiheit auch tatsächlich genutzt werden kann, oder nach noch weitergehender Auffassung einen Zustand, in dem die Möglichkeit tatsächlich genutzt wird.

## Beispiele
Ein Beispiel für negative Freiheit ist, wenn Meinung frei geäußert werden darf, ohne dass die entsprechende Person von anderen z. B. durch Zensur daran gehindert wird.
Positive Freiheit würde in diesem Kontext bedeuten, dass die Kommunikationsmittel und der Zugang zu Medien zur Verfügung stehen, um eine freie Meinungsäußerung auszuüben, oder nach weitergehender Auffassung, dass die jeweilige Meinung auch tatsächlich geäußert wird.

## Anwendung in der Mußeforschung
Die Begriffe negative und positive Freiheit werden in der Mußeforschung eingesetzt, um Muße als phänomenologischen Potenzialraum der Selbstkonstitution zu beschreiben. Muße wird dabei verstanden als eine Erfahrung positiver Freiheit, die durch Offenheit und Selbstzweckhaftigkeit im Tun (die Freiheit, etwas zu tun) charakterisiert ist. Wichtige Voraussetzung hierfür ist die Erfahrung negativer Freiheit, also Freiheit von etwas (z. B. von Fremdbestimmung, Routinen, extern auferlegte Sinnstrukturen). Vereinfacht ausgedrückt bedeutet das, dass Muße eine Erfahrung der positiven Freiheit darstellt, die aus einem Moment der negativen Freiheit entsteht. Dadurch können die für Muße charakteristischen Freiräume für Neues entstehen, die Muße paradoxer Weise produktiv werden lassen. Für Muße als Form temporärer, individueller Freiheitserfahrung ist die negative Freiheit damit conditio sine qua non.